# Об'єднане (Шосткинський район)
Об'єдна́не —  село в Україні, у Дружбівській міській громаді Шосткинського району Сумської області. Населення становить 2 осіб. До 2016 орган місцевого самоврядування — Чуйківська сільська рада.

## Географія
Село Об'єднане знаходиться за 4 км від села Чуйківка, та на відстані 1-го км від кордону з Росією. До села примикає великий лісовий масив (сосна).

## Історія
12 червня 2020 року, відповідно до Розпорядження Кабінету Міністрів України № 723-р «Про визначення адміністративних центрів та затвердження територій територіальних громад Сумської області» увійшло до складу Дружбівської міської громади.
19 липня 2020 року,  в результаті адміністративно-територіальної реформи та ліквідації Ямпільського району, село увійшло до Шосткинського району.
29 липня 2024 року населений пункт обстріляли російські війська. Зафіксовано 4 вибухи, ймовірно міномет 120 мм. 